# Еолийски острови
Еолийските острови наричани още Липарски острови (на италиански: Isole Eolie, Isole Lipari), са група вулканични острови в Тиренско море на север от остров Сицилия с обща площ от 117 km². Шест от тях образуват община Липари, на седмия остров (Салина) са разположени общините Санта Марина Салина, Малфа и Лени. Всички острови имат вулканичен произход и предимно планински релеф. Най-високата точка е връх Фосса делле фелчи (на италиански: Fossa delle Felci – „Папратова яма“) висок 962 m, намиращ се на остров Салина. Втори по височина (926 m) е вулканът на едноименния остров Стромболи. На два от островите Вулкано и Стромболи вулканите са действащи, а на останалите – угаснали. Състоят се от 7 по-значителни острова Стромболи, Панареа, Вулкано, Липари, Салина, Аликуди и Филикуди и 10 малки островчета. Изградени са предимно от базалтови лави и туфи. Отглеждат се маслини, смокини и лозя. Има малки находища на сяра. Произвежда се вино за експорт.
Населени са още от древността, като първоначално са колонизирани от гърците (576 – 575 пр.н.е.), а по-късно окупирани от римляните (252 пр.н.е.). През 260 г.пр.Хр., по време на Първата Пуническа война 264 – 241 г.пр.Хр. римският флот (113 кораба) разгромява картагенската ескадра (50 кораба) близо до островите.
Комисията за световното наследство на ЮНЕСКО включва Липарските острови в Списъка на световното културно и природно наследство на ЮНЕСКО през 2000 г., като природно богатство според критерий (viii). В този списък техният идентификационен номер е 908.